# Стематография
Стематографията е книга от Христофор Жефарович, съдържаща хералдически изображения, и състояща се от 54 непагинирани листа с гравюри и текстове, поясняващи изображенията.

## Предназначение
Книгата е насочена към духовно пробуждане на християните на базата на славното минало на българи, сърби, хървати, включително гърци и албанци. „Стематографията“ е посветена и на славяните, живеещи под властта на Хабсбургската Свещена Римска империя. Заради нейния панславистичен замисъл и дух, „Стематографията“ попада в Индекса на забранените книги на империята по времето на Австро-Унгария.
Основен източник за написване на „Стематографията“ е едноименното съчинение на хърватина Павел Ритер-Витезович, излязло на латински език и „Царството на славяните“ на Мавро Орбини. Книгата съдържа изображения на български царе и кралете от династията Неманичи.

## Хералдика
Вторият раздел на книгата съдържа изображенията на 56 гербове на държави, области и градове. Преди тях е поместен текст за „илирическите“ (виж илиризъм) гербове според Павел Ритер-Витезович, а на цял лист е представен в триумфираща поза цар Стефан Душан, възседнал препускащ кон. Над него има два летящи ангела, единият държи корона и венеца на славата, а другият – клонката на мира, като свири с дълга тръба. Под краката на коня са потъпкани различни видове оръжия. Около тази композиция в медальони са разположени 56-те герба на „Стематографията“, обозначени със съответните надписи. В края на книгата на този владетел е посветена още една гравюра-портрет в елипсовидна рамка.
На тази гравюра-портрет, цар Стефан Душан е представен като рицар с корона и шлем. От лявата му страна Минерва с копие в ръка придържа елипсата, а отдясно е коленичил Хронос с косата на смъртта, а пред него има пясъчен часовник – символ на изтичащото време. С тази гравюра завършва „Стематографията“.

### Гербове
В „Стематографията“ са изобразени 99
герба на държави, области, градове – Албания, Австрия, Босна, Бесарабия, България, Влахия, Венеция, Дакия, Далмация, Херцеговина, Молдавия, Москва, Панония, Полша, Русия, Сърбия, Тесалия, Трансилвания, Тракия, Турция, Унгария и т.н.
В книгата е изобразен царският герб на България и княжеските гербове на Мизия, Тракия, Македония и др. Гербът на България представлява изправен, обърнат надясно, въоръжен и коронован златен лъв на червено поле върху испански щит с царска корона над него.
В герба на Мизия в щита вместо лъв са поставени по вертикала две златни корони на син фон. Гербът на Тракия е златен лъв на син фон, обърнат наляво, с вдигнат ляв преден крак и слънце зад гърба, без корона. Гербът на Македония е също както на България, но с обърнати цветове – лъвът е червен на златно поле без корона. В герба на Дардания за основен символ е използван червен лъв на сребърен фон, обърнат наляво с раздвоена опашка и копие в предните лапи.
Липсата на царски корони при лъвовете от гербовете на Македония, Тракия и Дардания (Косово и торлашкия край) и изобразяването само на княжески корони за тези области подсказват, че Христофор Жефарович иска да подчертае техния исторически статут на отделни области, обединени и подвластни на едно Търновско царство.
Под всеки герб е написано четиристишие – стихотворна възхвала, но в нея се съдържа и текст за историческата съдба на държавата или областта, на която принадлежи гербът. След гербовете следват обяснителни текстове за тях и условно изображение на цветовете им. Накрая е поместена стихотворна възхвала на Христофор Жефарович от Павел Ненадович.
„Стематографията“ завършва с гравюрата на цар Стефан Душан с Минерва и Хронос.

## Значение
„Стематографията“ изиграва значителна роля за духовното пробуждане и съзравяне на българите и южните славяни, оказвайки силно въздействие върху българската възрожденска култура. В продължение на повече от век, „Стематографията“ се ползва от зографи, иконописци, гравьори и илюстратори на книги като образец за изписване на светци, царе и хералдически символи и особено на българската
хералдика.
„Стематографията“ излиза в началото на общоевропейския просветен абсолютизъм и не може да бъде разглеждана и анализирана вън от този общоевропейски исторически процес.